# Fuerzas de choque
Las Fuerzas de choque, en una batalla, son las primeras tropas que toman contacto con el enemigo,
sobre ellas cae el peso del combate, por tanto, están especialmente entrenadas y
preparadas al entrar en acción.
A lo largo de la historia, las técnicas de las fuerzas de combate se han ido cambiando
y moldeando según ésta pasaba.
Principalmente durante la Edad Antigua y la Edad Media, hasta mediados de la
Edad Moderna, las fuerzas de choque eran una pieza clave e indispensable en 
cualquier ejército; ya que eran las tropas que, en la batalla, contenían al enemigo
en caso de que este invadiera un territorio y adoptaran una posición defensiva, o
en caso de una campaña ofensiva, estas se encargaban de hacer retroceder al enemigo
y sobrepasar las líneas defensivas enemigas.
En las épocas citadas anteriormente, las fuerzas de choque además de estar bien entrenadas 
y equipadas, éstas, se componían mayormente de la infantería pesada.
Generalmente, solían estar acompañadas de la caballería.
Eran entonces, tropas de élite, cuya destreza, habilidad y fuerza, definían los 
resultados de las batallas.
Desde principios del siglo XX hasta nuestros días, las fuerzas de choque son unidades de élite
mixtas entre la infantería y blindados especialmente dotados y equipados de tal manera que puedan desplazarse de un lugar a otro lo más rápido y discreto posible.
Un claro ejemplo ha sido la infantería pesada como los granaderos franceses de las guerras napoleónicas y las fuerzas combinadas de la infantería, artillería y vehículos durante la Primera Guerra Mundial, y las fuerzas mixtas alemanas compuestas por la infantería, blindados (ligeros y pesados) y la fuerza aérea, comúnmente llamadas divisiones panzer
o divisiones blindadas, utilizadas durante la Segunda Guerra Mundial.